# Benjamin Araújo
Benjamin Araújo (Moura, 24 de março de 1900) foi um lutador português. Ele competiu no peso greco-romano masculino nos Jogos Olímpicos de Verão de 1928. A data de sua morte é desconhecida.